# Campeonato Carioca de Futebol de 1961
O Campeonato Carioca de Futebol de 1961 foi a 63.ª edição do torneio, iniciado com doze times que se enfrentaram em turno único. Os oito melhores classificados da fase anterior, disputaram o título em turno e returno. Na antepenúltima rodada o Botafogo perdeu por 2 a 1 para o America, campeão do ano anterior, na sua única derrota do campeonato, e pela combinação de resultados sagrou-se campeão. Já na última rodada do campeonato, o Botafogo venceu o Flamengo por 3 a 0.

## Jogo do título
BOTAFOGO 3 x 0 FLAMENGO
Data: 28 / 12 / 1961
Competição: Campeonato Carioca
Local: Maracanã (Rio de Janeiro)
Árbitro: Guálter Portela Filho
Gols: China, aos 43' do 1º tempo e Amarildo, aos 15' e 23' do 2º tempo
Obs: Babá foi expulso.
BOTAFOGO: Manga, Cacá, Zé Maria, Paulistinha e Rildo; Ayrton e Édison; Garrincha, China, Amarildo e Zagallo / Técnico: Marinho Rodrigues.
FLAMENGO: Fernando, Ouraci, Jadir, Bolero e Jordan; Carlinhos e Gérson; Babá, Carlos Alberto, Aírton e Germano / Técnico: Fleitas Solich.

## Classificação

### 1º Turno
A equipe vencedora está classificada para a final (como o Botafogo foi o vencedor dos turnos seguintes, não houve final). Os oito primeiros colocados se classificam para os turnos seguintes.
| Classificação | Classificação | Classificação | Classificação | Classificação | Classificação | Classificação | Classificação | Classificação | Classificação |
| Pos           | Time          | PG            | J             | V             | E             | D             | GP            | GS            | SG            |
| ------------- | ------------- | ------------- | ------------- | ------------- | ------------- | ------------- | ------------- | ------------- | ------------- |
| 1             | Botafogo      | 18            | 11            | 7             | 4             | 0             | 24            | 8             | +16           |
| 2             | Vasco da Gama | 14            | 11            | 5             | 4             | 2             | 16            | 7             | +9            |
| 2             | Flamengo      | 14            | 11            | 6             | 2             | 3             | 22            | 13            | +9            |
| 4             | Bangu         | 13            | 11            | 4             | 5             | 2             | 8             | 7             | +1            |
| 5             | America       | 12            | 11            | 4             | 4             | 3             | 13            | 8             | +5            |
| 5             | Olaria        | 12            | 11            | 5             | 2             | 4             | 10            | 10            | 0             |
| 5             | Fluminense    | 12            | 11            | 5             | 2             | 4             | 13            | 14            | -1            |
| 8             | São Cristóvão | 11            | 11            | 4             | 3             | 4             | 8             | 13            | -5            |
| 9             | Portuguesa    | 10            | 11            | 4             | 2             | 5             | 14            | 15            | -1            |
| 10            | Canto do Rio  | 9             | 11            | 3             | 3             | 5             | 7             | 13            | -6            |
| 11            | Bonsucesso    | 6             | 11            | 2             | 2             | 7             | 7             | 19            | -12           |
| 12            | Madureira     | 1             | 11            | 0             | 1             | 10            | 5             | 20            | -15           |

### 2º e 3º Turnos
| Classificação | Classificação | Classificação | Classificação | Classificação | Classificação | Classificação | Classificação | Classificação | Classificação |
| Pos           | Time          | PG            | J             | V             | E             | D             | GP            | GS            | SG            |
| ------------- | ------------- | ------------- | ------------- | ------------- | ------------- | ------------- | ------------- | ------------- | ------------- |
| 1             | Botafogo      | 24            | 14            | 11            | 2             | 1             | 30            | 10            | +20           |
| 2             | Flamengo      | 16            | 14            | 6             | 4             | 4             | 21            | 16            | +5            |
| 2             | Fluminense    | 16            | 14            | 5             | 6             | 3             | 14            | 14            | 0             |
| 2             | Vasco da Gama | 16            | 14            | 7             | 2             | 5             | 18            | 19            | -1            |
| 5             | Bangu         | 15            | 14            | 6             | 3             | 5             | 18            | 13            | +5            |
| 6             | America       | 10            | 14            | 4             | 2             | 8             | 14            | 17            | -3            |
| 7             | Olaria        | 9             | 14            | 3             | 3             | 8             | 14            | 24            | -10           |
| 8             | São Cristóvão | 6             | 14            | 1             | 4             | 9             | 6             | 22            | -16           |

## Classificação final
| Classificação | Classificação | Classificação | Classificação | Classificação | Classificação | Classificação | Classificação | Classificação | Classificação |
| Pos           | Time          | PG            | J             | V             | E             | D             | GP            | GS            | SG            |
| ------------- | ------------- | ------------- | ------------- | ------------- | ------------- | ------------- | ------------- | ------------- | ------------- |
| 1             | Botafogo      | 42            | 25            | 18            | 6             | 1             | 54            | 18            | +36           |
| 2             | Flamengo      | 30            | 25            | 12            | 6             | 7             | 43            | 29            | +14           |
| 2             | Vasco da Gama | 30            | 25            | 12            | 6             | 7             | 34            | 26            | +8            |
| 4             | Bangu         | 28            | 25            | 10            | 8             | 7             | 26            | 20            | +6            |
| 4             | Fluminense    | 28            | 25            | 10            | 8             | 7             | 27            | 28            | -1            |
| 6             | America       | 22            | 25            | 8             | 6             | 11            | 27            | 25            | 2             |
| 7             | Olaria        | 21            | 25            | 8             | 5             | 12            | 24            | 34            | -10           |
| 8             | São Cristóvão | 17            | 25            | 5             | 7             | 13            | 14            | 35            | -21           |
| 9             | Portuguesa    | 10            | 11            | 4             | 2             | 5             | 14            | 15            | -1            |
| 10            | Canto do Rio  | 9             | 11            | 3             | 3             | 5             | 7             | 13            | -6            |
| 11            | Bonsucesso    | 6             | 11            | 2             | 2             | 7             | 7             | 19            | -12           |
| 12            | Madureira     | 1             | 11            | 0             | 1             | 10            | 5             | 20            | -15           |